# Acer PICA
Acer PICA — чипсет системной логики M6100 PICA, разработанный Acer Laboratories в 1993 году. PICA (Performance-enhanced Input-output and CPU Architecture) расшифровывается как архитектура ввода-вывода и процессора повышенной производительности. Она была основана на архитектуре Jazz, разработанной корпорацией Microsoft и поддерживает микропроцессоры MIPS Technologies R4000 или R4400. Чипсет был разработан для компьютеров под управлением Windows NT. Состоит из шести микросхем: процессора и вторичного кэша контроллера, буфера ввода / вывода кэш-памяти и контроллера шины, контроллера памяти, и двух буферов данных.
PICA был использован в компьютере Acer Formula 4000, который продавался компанией NEC под названием RISCStation.